# باري هودج
باري هودج (بالإنجليزية: Barry Hodge)‏ هو نقابي وسياسي أسترالي، ولد في 16 فبراير 1944 في ملبورن في أستراليا. حزبياً، نشط في حزب العمال الأسترالي ‏. وقد انتخب عضو الجمعية التشريعية لأستراليا الغربية.